# Jack Baker
Jack Baker, född Richard John Baker 1942, är en amerikansk HBT-aktivist från Minnesota som främst är känd för sin kamp för att legalisera samkönade äktenskap i USA. 1971 lyckades han tillsammans med Michael McConnell få ett äktenskapsbevis utfärdat, och därmed anses som gifta. I sina försök att kräva ut sina rättigheter som gift par lyckades dock paret inte, och efter att Minnesotas högsta domstol avslagit fallet 1972 och USA:s högsta domstol avfärdat deras överklagande på grund av dess "ringa betydelse för nationens frågor" avslutade de sina försök.

## Studentkårsordförande
Bakers aktivism började redan under universitetstiden. 1971 kampanjade han för att bli ordförande för studentkåren vid University of Minnesotas campus i Minneapolis. 1972 blev han återvald, eftersom han lovade att avsluta påbörjade projekt om ökat studentinflytande. Han blev därmed den första person i universitetets dittills 121 år långa historia att återväljas som studentkårsordförande.

## Äktenskapskamp
1970 hade Minnesota ännu inte antagit någon lag som uttryckligen förbjöd utfärdande av samkönade äktenskapsbevis. 18 maj 1970 ansökte Baker och McConnell därmed om ett i Minneapolis. Tjänstemannen på domstolen i Hennepin County, Gerald Nelson, hade dock "ingen avsikt att utfärda ett äktenskapsbevis," eftersom de två var av samma kön. Baker och McConnell stämde då Nelson för att tvinga honom att utfärda ett bevis. Rättegångens beslut var att avfärda parets anspråk och att beordra tjänstemannen att inte utfärda beviset.
Beslutet överklagades till Minnesotas högsta domstol, som dock bekräftade den lokala domstolens beslut och avfärdande begäran den 15 oktober 1971, med motiveringen att "äktenskapets institution som en förening mellan mannen och kvinnan, med födseln och uppfostrandet av barn inom en familj, är lika gammalt som första moseboken." Minnesota Civil Liberties Union överklagade till USA:s högsta domstol, som avfärdade överklagan enhälligt den 10 oktober 1972: "överklagan avslås på grund av dess ringa betydelse för nationen."
Tidigt i augusti 1971 adopterade McConnell helt lagenligt Baker i en domstol i Hennepin County. Domaren Lindsay Arthur kommenterade att "oavsett allmänhetens uppfattning är adoption inte begränsat till barn." Baker ändrade namn till Pat Lynn McConnell, även om han fortsatte använda namnet Jack Baker. I mitten av augusti 1971 flyttade paret till en vän i Blue Earth County i Minnesota och ansökte om äktenskapslicens vid domstolen i Mankato, vilken utfärdades när väntetiden hade gått ut. Pastor Roger Lynn inom Metodistkyrkan, förrättade vigseln 3 september 1971. Detta var USA:s första lagliga samkönade äktenskap. Hennepin Countys domare ansåg att licensen inte var gällande eftersom den inte följde lagkravet på att en licens måste ha utfärdats i brudens hemcounty. Han kallade in en grand jury, som dock inte ansåg det värt att driva frågan. När de ansökte om förenad skatteåterbäring 1973 avslogs det dock av Internal Revenue Service. Påföljande år hävdade McConnell att han var förmyndare till Baker, och gjorde därmed avdrag på hans skatteåterbäring som hushållets ledare, vilket gällde till 2004. Han förlorade avdraget 2005 efter att den federala lagen ändrats till att begränsa avdrag till adopterade barn under 19 års ålder.

## Senare år
2003 ändrade Baker och McConnell sina individuella skatteåterbäringar för år 2000 och fyllde i dem som ett par. De använde sitt giltiga äktenskapsbevis utfärdat i Blue Earth County som bevis. IRS bekämpade äktenskapets giltighet och menade att - även om licensen var giltig - Defense of Marriage Act kunde IRS inte erkänna dess giltighet. McConnell stämde IRS, men domstolen vidhöll IRS beslut i McConnell v. United States den 3 januari 2005. Så var även fallet under United States Court of Appeals for the Eighth Circuit som bekräftade domstolens beslut den 17 juli 2006.

### Fotnoter
1. 1 2 3  Bowes, Claire (4 juli 2013). ”Jack Baker and Michael McConnell: Gay Americans who married in 1971”. BBC News. http://www.bbc.co.uk/news/magazine-23159390. Läst 8 juli 2013.
2. ↑  Kay Tobin and Randy Wicker, "The Gay Crusaders",  Paperback Library (New York: 1972), 136
3. ↑  Gary Dawson, "U Student Head Not Upset By Attacks in Campaign", St. Paul Dispatch (7 april 1972), 6
4. ↑  Vic Stoner, "Baker, Schwartz win MSA election", Minnesota Daily (7 april 1972), 1
5. ↑  "Minnesota Statutes Annotated", West Publishing Co. (juni 1969), c. 517.01 – Marriage a civil contract. "Marriage, so far as its validity in law is concerned, is a civil contract, to which the consent of the parties, capable in law of contracting, is essential."
6. ↑  Associated Press, "Marriage Is Out", Kansas City Star (24 maj 1970), 30A: no intention of issuing a marriage licens.
7. ↑  Appellant's Jurisdictional Statement, Baker v. Nelson, Supreme Court docket no. 71-1027, vid 3-4; Court Won't Let Men Wed, N.Y. Times, 10 januari 1971, p. 65.
8. ↑  , "Gay Marriage Plea Is Denied", St. Paul Pioneer Press (19 november 1970), 27
9. ↑  Justice C. Donald Peterson, "Opinion", Baker v. Nelson (15 oktober 1971), 191 N.W.2d 185 vid 18. '"The institution of marriage as a union of man and woman, uniquely involving the procreation or rearing of children within a family, is as old as the book of Genesis"
10. ↑  "The appeal is dismissed for want of a substantial federal question."
11. ↑  "U student head adopted by homosexual friend", Minneapolis Tribune (25 augusti 1971), 1A
12. ↑  Associated Press, "Male's adoption by roommate OKd", Rocky Mountain News, Denver (26 augusti 1971), 85: When he approved the request, Judge Lindsay Arthur said, "regardless of popular conception, adoption is not limited to children".
13. ↑  , "Daily Record", Mankato Free Press (16 augusti 1971)
14. ↑  , "For Release", Minnesota Student Association (7 September 1971). "Minnesota Hosts First Legally Sanctioned Same-Sex Marriage".
15. ↑  Associated Press, "They're Mr. and Mr.", San Francisco Chronicle (8 September 1971), 3
16. ↑  "Homosexual Wins Fight to Take Bar Examination in Minnesota", New York Times (7 januari 1973), 55. "Thus the marriage remained in effect."
17. ↑  , "Form 1040 Instructions", Internal Revenue Service (2005), 19; available online
18. ↑  ”McConnell v. United States, January 3, 2005”. US District Court for Minnesota. http://www.lawprofessorblogs.com/taxprof/linkdocs/2005-1056-1.pdf. Läst 21 mars 2013.
19. ↑  ”McConnell v. United States”. 8th Circuit Court of Appeals. https://cases.justia.com/federal/appellate-courts/ca8/05-1781/051781u-2011-02-25.pdf?ts=1411048395. Läst 21 mars 2013.

### Webbkällor
- Bowes, Claire (4 juli 2013). ”Jack Baker and Michael McConnell: Gay Americans who married in 1971”. BBC News. http://www.bbc.co.uk/news/magazine-23159390. Läst 8 juli 2013.